# Sorpresa de Lácar
La batalla de Làcar o Sorpresa de Làcar va ser una batalla que va tenir lloc durant la tercera guerra carlina. Tenint els liberals pres el poble de Lácar i altres localitats veïnes a la vall de Yerri (Navarra) la tarda del 3 de febrer de 1875 els carlins van assaltar el poble per sorpresa, capitanejats pel mateix pretendent En Carles.

## La batalla
El fet d'haver-se apoderat les tropes liberals, per sorpresa, d'Esquinza, feia insostenible la posició de l'exèrcit carlí manat per Torcuato Mendiry, a Puente i vall d'Ilzarbe; i el desig d'aixecar la moral de les seves tropes, molt decaigudes per l'èxit dels liberals, va fer que el general carlí es decidís a intentar un cop de mà sobre Làcar, on hi havia una brigada de quatre batallons, manats pel general Bargés, que formava part de la divisió d'avantguarda de l'exèrcit enemic.
A les 3 de la tarda del dia 3 de febrer de 1875, i a uns 1.600 m. de Làcar es van organitzar ocultament les columnes que a les ordres respectivament de Pèrula, Valluerca, Cavero i el coronel Iturralde havien d'efectuar la sorpresa, ocultant-se també a la carretera d'Alloz les forces de cavalleria que havien de secundar l'atac.
L'artilleria es va situar en una posició avantatjosa, i Mendiry va ordenar que en sentir una canonada emprenguessin l'atac totes les columnes. El general Bargés, acompanyat de dos oficials d'artilleria, era als afores de Lácar quan va veure aquelles columnes que avançaven, i suposant-les enemigues, va ordenar col·locar quatre peces en una era elevada, i que fessin foc de seguida. Els carlins, sense descompondre la formació, no van respondre al foc, i en arribar a l'església, on hi havia una avançada, van enlairar bandera blanca i van seguir la marxa cap al poble, cosa que va fer creure que es tractava de tropes avançades de l'exèrcit de Moriones. Els liberals van suspendre el foc, que les forces carlines, sense deixar d'avançat, trencaren amb foc de fusell i canó, que va ser contestat de seguida per l'artilleria enemiga. L'engany sofert va produir una sorpresa i un terror grandiosos, engendrant el desordre, que poc a poc es va transformar en pànic, en córrer entre la tropa la notícia que es trobaven tallats. La consternació a què va seguir la fuga, va començar per les forces del regiment de València allotjades a la part del poble, més envers Alloz, oposada, precisament, al capdavant de l'atac, perquè des d'allà van poder observar-se més aviat els moviments de l'enemic, tractant de depassar Làcar per ambdós costats del camí de Lorca, i van comprendre que si no es retirara tota la brigada quedaria copada.
A la fugida del regiment de València va seguir la del d'Astúries, quedant abandonada l'artilleria, tot i que Bargés va ordenar l'enviament de forces de protecció. Es va retirar l'artilleria en el millor ordre possible, però assetjada per l'enemic, va tenir 34 baixes, va perdre, ferits o inutilitzats, 22 matxos i quatre cavalls, i va deixar en poder de l'enemic tres canons, quatre curenyes i 20 caixes de municions. Tots els esforços del general Bargés per restablir l'ordre van ser inútils i, ferit, no va tenir més remei que retirar-se cap a Lorca, trobant-se a prop ja d'aquell poble al cap de la divisió, general Fajardo, que acudia al seu auxili al capdavant del regiment de Girona. Els esforços d'aquest últim general i els d'uns quants oficials que constituïen el seu estat major, també van resultar infructuosos, ja que els fugitius no veien ni sentien en la seva frenètica fuga cap a Lorca. No tota la força de Làcar havia estat presa del pànic, ja que 400 valents van resistir l'empenta carlina, i només van caure presoners en veure que no rebien auxili dels seus.